# Species 2000
O Species 2000 é uma federação de organizações de banco de dados em todo o mundo que compila o Catalogue of Life, uma lista de verificação abrangente das espécies do mundo, em parceria com o Integrated Taxonomic Information System (ITIS) . A criação do Species 2000 foi iniciada por Frank Bisby e colegas da University of Reading no Reino Unido em 1997 e o Catalog of Life foi publicado pela primeira vez em 2001. Enquanto os administradores e organizações membros do Species 2000 estão localizados em todo o mundo, o secretariado está localizado no Centro de Biodiversidade Naturalis em Leida, Países Baixos.